# Differentiaalvorm
Een differentiaalvorm is een object uit de meetkunde. Het geeft een precieze betekenis aan begrippen als "georiënteerd volume van een deelruimte" of "georiënteerde integraal over een deelruimte". Het veralgemeent onder meer:
- lijn- en kringintegraal
- flux van een vectorveld doorheen een oppervlak, zoals de elektrische flux in de natuurkunde.

Differentiaalvormen leven in het algemeen op gladde variëteiten, dat zijn gekromde ruimten waarvan de punten plaatselijk kunnen beschreven worden met coördinaten. Dit artikel begint echter met de definitie van differentiaalvormen op de {\displaystyle n}-dimensionale reële Euclidische ruimte {\displaystyle \mathbb {R} ^{n}.}

## Definitie
Zij {\displaystyle k} een natuurlijk getal. Het {\displaystyle k}-voudige uitwendig product van {\displaystyle \mathbb {R} ^{n}} met zichzelf is het antisymmetrisch tensorproduct, dus een quotiënt van het gewone tensorproduct waarbij sommige elementen met elkaar of met elkaars tegengestelde worden geïdentificeerd. Meer bepaald blijft het antisymmetrisch tensorproduct van {\displaystyle k} vectoren ongewijzigd onder een even permutatie, en verwisselt het van teken onder een oneven permutatie.
{\displaystyle \Lambda ^{k}(\mathbb {R} ^{n})=\otimes ^{k}(\mathbb {R} ^{n})/\left\langle \left\{v_{1}\otimes \ldots \otimes v_{n}-(-1)^{\sigma }v_{\sigma (1)}\otimes \ldots \otimes v_{\sigma (n)}|v_{1},\ldots ,v_{n}\in \mathbb {R} ^{n},\,\sigma \in S_{k}\right\}\right\rangle }
Hier is {\displaystyle S_{k}} de symmetrische groep (permutatiegroep) op {\displaystyle k} elementen, en {\displaystyle (-1)^{\sigma }} is 1 of –1 naargelang de permutatie {\displaystyle \sigma } even of oneven is.
Een homogene differentiaalvorm van rang {\displaystyle k,} kortweg {\displaystyle k}-vorm, is een gladde functie van {\displaystyle \mathbb {R} ^{n}} naar {\displaystyle \Lambda ^{k}(\mathbb {R} ^{n}).}

### Opmerkingen
Voor {\displaystyle k>n} is {\displaystyle \Lambda ^{k}(\mathbb {R} ^{n})\simeq \{0\}.} Men bestudeert dus gewoonlijk slechts differentiaalvormen van orde {\displaystyle k=0,1,\ldots ,n.}
Voor {\displaystyle k=0} is {\displaystyle \Lambda ^{k}(\mathbb {R} ^{n})\simeq \mathbb {R} .} De 0-vormen zijn dus gewoon de gladde reële functies op {\displaystyle \mathbb {R} ^{n},} in deze context ook scalairen genoemd.
De dimensie van {\displaystyle \Lambda ^{k}(\mathbb {R} ^{n})} is gelijk aan het aantal combinaties van {\displaystyle k} uit {\displaystyle n.}

## Basis
Noteer {\displaystyle \{\mathrm {d} x^{1},\mathrm {d} x^{2},\ldots ,\mathrm {d} x^{n}\}} voor de standaardbasis van {\displaystyle \mathbb {R} ^{n}.} Zij {\displaystyle 1\leq j_{1}<j_{2}<\ldots \leq j_{k}.} Noteer
{\displaystyle \mathrm {d} x^{j_{1}}\wedge \mathrm {d} x^{j_{2}}\wedge \ldots \wedge \mathrm {d} x^{j_{k}}}
voor het beeld van
{\displaystyle \mathrm {d} x^{j_{1}}\otimes \mathrm {d} x^{j_{2}}\otimes \ldots \otimes \mathrm {d} x^{j_{k}}}
onder de canonische surjectie
{\displaystyle \otimes ^{k}\left(\mathbb {R} ^{n}\right)\to \Lambda ^{k}\left(\mathbb {R} ^{n}\right)}
De vectoren
{\displaystyle \{\mathrm {d} x^{j_{1}}\wedge \ldots \wedge \mathrm {d} x^{j_{k}}|1\leq j_{1}<\ldots <j_{k}\leq n\}}
vormen een basis voor {\displaystyle \Lambda ^{k}(\mathbb {R} ^{n}).} Elke {\displaystyle k}-vorm kan geschreven worden als een lineaire combinatie van deze vectoren met als coëfficiënten, gladde functies van {\displaystyle \mathbb {R} ^{n}} naar {\displaystyle \mathbb {R} :}
{\displaystyle w(x^{1},\ldots ,x^{n})=\sum _{1\leq j_{1}<\ldots <j_{k}\leq n}w_{j_{1}<\ldots <j_{k}}(x^{1},\ldots ,x^{n})\mathrm {d} x^{j_{1}}\wedge \ldots \wedge \mathrm {d} x^{j_{k}}.}

## Interpretatie en voorbeelden
Intuïtief is een {\displaystyle k}-vorm een georiënteerde volumemeting in {\displaystyle k} dimensies. Formeel is het een som van 0 of meer objecten van de vorm
{\displaystyle f(x^{1},\ldots ,x^{n})\mathrm {d} x^{j_{1}}\wedge \mathrm {d} x^{j_{2}}\wedge \ldots \wedge \mathrm {d} x^{j_{k}}}
In drie dimensies definiëren we bijvoorbeeld een 2-vorm {\displaystyle w} en een 1-vorm {\displaystyle q} door
{\displaystyle w=x^{1}\mathrm {d} x^{1}\wedge \mathrm {d} x^{2}+x^{1}\mathrm {d} x^{1}\wedge \mathrm {d} x^{3}}
{\displaystyle q=\sin(x^{1}-x^{2})\mathrm {d} x^{3}+x^{2}x^{3}\mathrm {d} x^{1}}

## Uitwendige afgeleide
De uitwendige afgeleide of differentiaal van een {\displaystyle k}-vorm {\displaystyle w} is een {\displaystyle (k+1)}-vorm, genoteerd als {\displaystyle \mathrm {d} w} met de volgende definitie
{\displaystyle \mathrm {d} \left(f(x^{1},\ldots ,x^{n})\mathrm {d} x^{i_{1}}\wedge \ldots \wedge \mathrm {d} x^{i_{k}}\right)=\sum _{j=1}^{n}{\frac {\partial f}{\partial x^{j}}}\mathrm {d} x^{i_{1}}\wedge \ldots \wedge \mathrm {d} x^{i_{k}}\wedge \mathrm {d} x^{j}}
en verder op sommen van dergelijke {\displaystyle k}-vormen en op niet-homogene differentiaalvormen door lineariteit.
In de bovenstaande som zijn hoogstens {\displaystyle n-k} van de {\displaystyle n} termen verschillend van nul, want door antisymmetrie is {\displaystyle \mathrm {d} x^{i_{1}}\wedge \ldots \wedge \mathrm {d} x^{i_{k}}\wedge \mathrm {d} x^{j}=0} als minstens een van de indices {\displaystyle i_{1},\ldots ,i_{k}} gelijk is aan {\displaystyle j.}

### Voorbeelden
Zij {\displaystyle w_{1}} de 2-vorm gegeven door
{\displaystyle w_{1}=\sin(x^{3})\mathrm {d} x^{1}\wedge \mathrm {d} x^{2}}
Dan is zijn uitwendige afgeleide
{\displaystyle \mathrm {d} w_{1}=\cos(x^{3})\mathrm {d} x^{1}\wedge \mathrm {d} x^{2}\wedge \mathrm {d} x^{3}}
De volgende 2-vormen hebben telkens uitwendige afgeleide 0:
{\displaystyle w_{2}=x^{1}\mathrm {d} x^{1}\wedge \mathrm {d} x^{2}+x^{1}\mathrm {d} x^{1}\wedge \mathrm {d} x^{3}}
{\displaystyle w_{3}=\cos(x^{3})\mathrm {d} x^{1}\wedge \mathrm {d} x^{2}\wedge \mathrm {d} x^{3}}

## Algemene definitie in gekromde ruimten
Zij {\displaystyle M} een {\displaystyle n}-dimensionale gladde variëteit met rakende bundel {\displaystyle TM.} De coraakruimte {\displaystyle T^{*}M} is de duale bundel. De uitwendige algebra over {\displaystyle T^{*}M,} genoteerd {\displaystyle \wedge \left(T^{*}M\right),} is de oneindige directe som van alle antisymmetrische tensorproducten van {\displaystyle T^{*}M} met zichzelf. Hij kan worden opgevat als de quotiëntalgebra van de tensoralgebra van {\displaystyle T^{*}M} over een (tweezijdig) ideaal zoals hierboven bij de reële Euclidische ruimte.
De antisymmetrie in de definitie impliceert dat in de oneindige directe som alleen de eerste {\displaystyle n+1} termen ({\displaystyle k=0,1,\ldots ,n}) niet-triviaal zijn.
Een differentiaalvorm over {\displaystyle M} is een sectie van de bundel {\displaystyle \wedge \left(T^{*}M\right).} Een {\displaystyle k}-vorm of homogene differentiaalvorm van rang {\displaystyle k}, over {\displaystyle M} is een sectie van de deelruimte {\displaystyle \wedge ^{k}\left(T^{*}M\right)} der antisymmetrische {\displaystyle k}-lineaire vormen (cotensoren van rang {\displaystyle k}).

### Schrijfwijze in lokale coördinaten
In een coördinatenstelsel {\displaystyle (x_{1},\ldots ,x_{n})} is een differentiaalvorm een uitdrukking van de vorm
{\displaystyle f(x^{1},\ldots ,x^{n})+f_{1}(x^{1},\ldots ,x^{n})\mathrm {d} x^{1}+\ldots +f_{n}(x^{1},\ldots ,x^{n})\mathrm {d} x^{n}+f_{12}(x^{1},\ldots ,x^{n})\mathrm {d} x^{1}\wedge \mathrm {d} x^{2}+\ldots +f_{12\ldots n}(x^{1},\ldots ,x^{n})\mathrm {d} x^{1}\wedge \ldots \wedge \mathrm {d} x^{n}}
Een {\displaystyle k}-vorm is een dergelijke uitdrukking waarbij alleen termen met uitwendige producten van precies {\displaystyle k} covectoren optreden. Bij een coördinatentransformatie gedraagt elke term afzonderlijk zich als een cotensor van rang {\displaystyle k.}

### Interpretatie
De interpretatie als georiënteerde {\displaystyle k}-dimensionale volumemeting blijft gelden in gekromde ruimten.
Nulvormen zijn gewone reëelwaardige functies op {\displaystyle M.} Eenvormen zijn covectorvelden, ze meten de lengte van een vectorveld (eventueel negatief). Tweevormen zijn antisymmetrische bilineaire vormen op de raakruimte, ze meten de georiënteerde oppervlakte van het parallellogram dat wordt opgespannen door twee raakvectoren met hetzelfde aangrijpingspunt.

## Volume en oriënteerbaarheid
De hoogst mogelijke {\displaystyle k} waarvoor niet-triviale {\displaystyle k}-vormen bestaan, is de dimensie {\displaystyle n} van de variëteit. Als {\displaystyle k=n} blijft er nog slechts één vrijheidsgraad over (de vezels van de cotensorbundel hebben dimensie 1):
{\displaystyle w=f_{12\ldots n}(x^{1},\ldots ,x^{n})\mathrm {d} x^{1}\wedge \ldots \wedge \mathrm {d} x^{n}}
Niet elke variëteit heeft een globale {\displaystyle n}-vorm die in ieder punt verschilt van 0. Als een dergelijke vorm bestaat, heet hij volumevorm en de variëteit heet oriënteerbaar.

## Cohomologie
De uitwendige afgeleide {\displaystyle \mathrm {d} } is een lineaire transformatie van {\displaystyle \wedge \left(T^{*}M\right).} Steunend op de verwisselbaarheid van partiële afgeleiden kan men aantonen dat {\displaystyle \mathrm {d} ^{2}=0,} m.a.w. de differentiaal van een differentiaal is triviaal.
Een {\displaystyle k}-vorm heet gesloten als zijn uitwendige afgeleide nul is. Een {\displaystyle k}-vorm heet exact als hij zelf de uitwendige afgeleide is van een {\displaystyle (k-1)}-vorm. Exacte differentiaalvormen zijn gesloten, maar het omgekeerde hoeft niet altijd waar te zijn. In het bijzondere geval van de Euclidische ruimte {\displaystyle \mathbb {R} ^{n}} is elke gesloten differentiaalvorm exact.
Een voorbeeld van een gesloten vorm is de 2-vorm
{\displaystyle w=x^{1}\mathrm {d} x^{1}\wedge \mathrm {d} x^{2}+x^{1}\mathrm {d} x^{1}\wedge \mathrm {d} x^{3}}
Deze differentiaalvorm is tevens exact. Hij is de uitwendige afgeleide \mathrm{d}q van de 1-vorm
{\displaystyle q=-{\tfrac {1}{2}}(x^{1})^{2}\mathrm {d} x^{2}-{\tfrac {1}{2}}(x^{1})^{2}\mathrm {d} x^{3}}
Beschouw de volgende 1-vorm op de tweedimensionale ruimte {\displaystyle M=\mathbb {R} ^{2}-\{(0,0)\}}
{\displaystyle w={\frac {-x^{2}}{(x^{1})^{2}+(x^{2})^{2}}}\mathrm {d} x^{1}+{\frac {x^{1}}{(x^{1})^{2}+(x^{2})^{2}}}\mathrm {d} x^{2}}
Men verifieert rechtstreeks door berekening dat {\displaystyle \mathrm {d} w=0.} Er bestaat echter geen 0-vorm (scalaire functie) {\displaystyle f} op heel {\displaystyle M} die {\displaystyle w} als differentiaal heeft. De functie
{\displaystyle f(x^{1},x^{2})=\arctan {\frac {x^{2}}{x^{1}}}}
voldoet aan {\displaystyle \mathrm {d} f=,w} maar ze kan niet globaal gedefinieerd worden zonder discontinuïteit, bijvoorbeeld met een "sprong" van {\displaystyle +\pi } naar {\displaystyle -\pi } op de negatieve helft van de {\displaystyle X^{1}}-as.
De uitwendige afgeleide maakt van de rij bundels der homogene {\displaystyle k}-vormen ({\displaystyle k=0,1,\ldots ,n}) een coketencomplex. De bijbehorende cohomologie is de de Rham-cohomologie van de variëteit {\displaystyle M.} Het laatste voorbeeld toont aan dat de eerste cohomologie van 
{\displaystyle M=\mathbb {R} ^{2}-\{(0,0)\}}
niet triviaal is.